# 인천교통공사 1000호대 전동차
인천교통공사 1000호대 전동차는 인천교통공사가 보유 및 운용 중인 통근형 전동차 차량이다. 현재 총 8량 34개 편성(272량)이 인천 도시철도 1호선에서 운행 중이다.
도입 시기에 따라 1호선 개통에 맞추어 1998년 9월부터 도입된 1차분과, 국제업무지구역 연장에 따라 2007년 11월부터 도입된 2차분으로 나눌 수 있다. 두 차량은 노선 규격에 맞춘 18 m급 4문 통근형 전동차라는 점은 공통되나, 기본적으로 별도의 설계를 사용해 제작된 차량이다. 전 차량이 귤현차량사업소 소속이다.

## 도입 역사

### 1차분 (1998년9월~1999년5월)

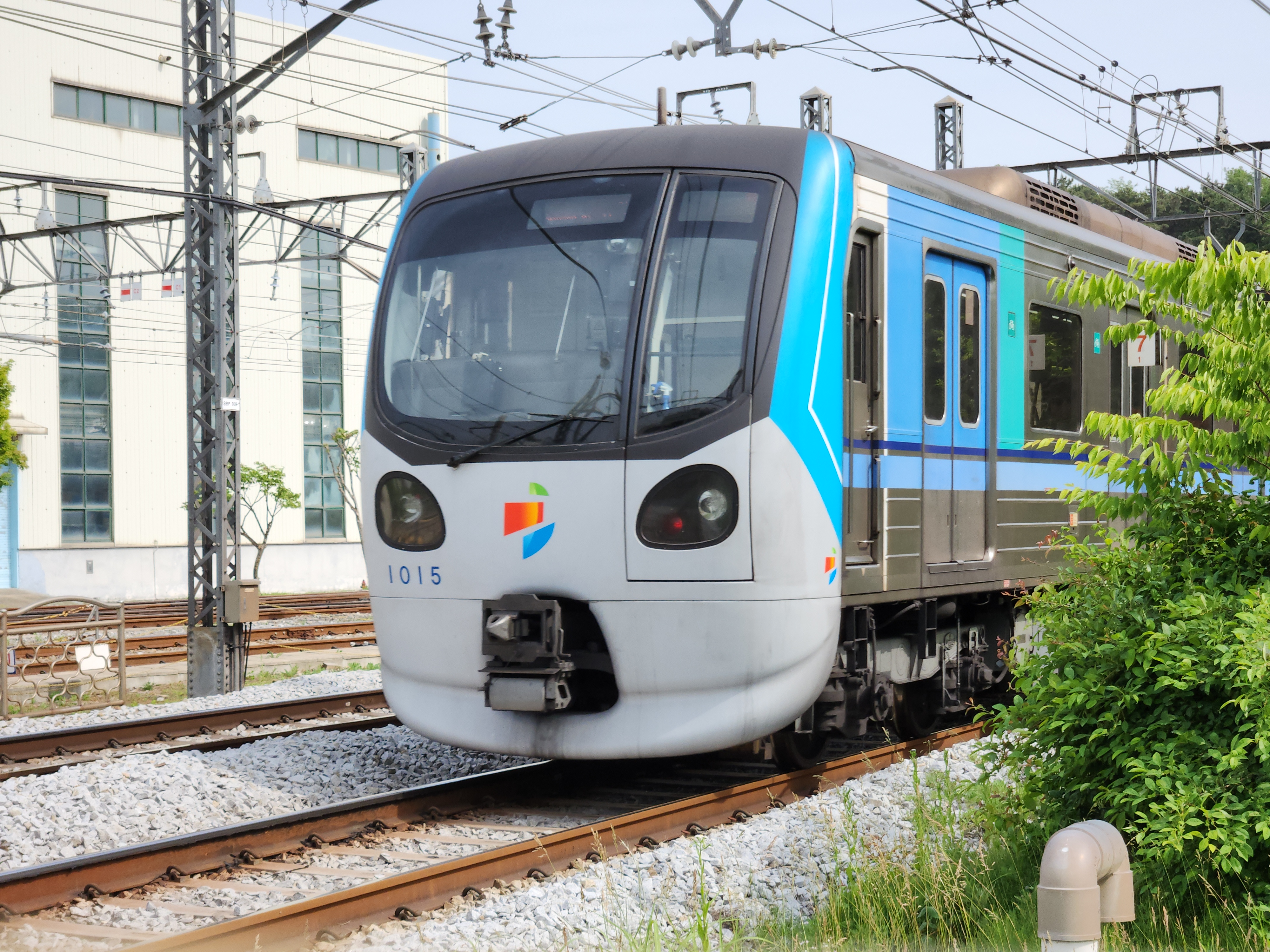
115편성

- 귤현차량사업소 소속: 101~125편성
- 제작사: 대우중공업
- 제어방식: VVVF-IGBT(우진산전)

수도권 최초이자 유일의 중형 전동차로, 1999년 10월 6일 인천 도시철도 1호선 개통에 맞추어 도입된 차량이다. 1996년에 구매 계약이 이루어졌다. 가격은 1996년 발주 당시 편성당 36억 원이다.

#### 외관
전두부에 대한민국의 통근형 전동차로서는 최초로 유선형 디자인이 도입되었다. 전두부 우측엔 비상 탈출문이 설치되어 있다. 차체 재질은 스테인리스 스틸(STS 301L)이다. 행선표시기는 LED 도트 매트릭스 방식으로, 전면 행선표시기는 선두차량 전두부 상단 중앙에 1기, 측면 행선표시기는 전 차량 측면 상단에 면당 1기씩 총 2기 설치되어 있다. 열차번호표시기는 LED 도트 매트릭스 방식으로, 선두차량 전두부 우측 상단에 1기씩 설치되었다.
측면 행선표시기는 승강장 스크린도어 설치 이후 철거되었고, 그 자리엔 인천교통공사의 사명이 인쇄된 스티커가 부착되었다.
2022년 10월부터는 변경된 디자인으로 순차적으로 재도색이 이루어지고 있다.

#### 전장품
추진제어장치로는 프랑스 알스톰사의 VVVF-IGBT 1레벨 인버터(정격 3.3 kV, 1,200 A)를 채용했으며, IGBT를 채택한 전동차는 이 차량이 대한민국 최초다. 주전동기는 알스톰제 G354AV형 농형 3상 유도전동기로, 출력은 210 W이다. 2014년 6월부턴 전 편성의 추진제어장치가 순차적으로 알스톰제 VVVF-IGBT 1레벨 인버터에서 히타치 제작소에서 제작된 우진산전의 VVVF-IGBT 2레벨 인버터로 교체됐다.
선두차량 운전실 측 연결기는 기존에 대한민국의 도시 철도 차량에서 널리 사용되던 시바타식 자동밀착연결기에 전기연결기를 병설하여 비상시 차량간 연결의 신속성과, 점퍼선의 생략에 의한 미관 개선을 꾀했다.
집전장치는 가공전차선용 하부프레임교차형(더블암) 팬터그래프인 YT90A형으로, 동력차 상부에 각 2기씩 탑재됐다.
대차는 공기 스프링식 볼스터리스 대차다. 제동 방식은 회생제동 병용 전기지령식 공기제동으로, 구동대차엔 답면제동이, 부수대차엔 디스크 제동이 각각 사용된다.
신호장치는 지멘스 AG의 LZB700M 대응 장비가 설치되어 있으며, 자동 열차 운전 장치(ATO)에 의한 자동 운전이 가능하다.
냉방장치는 집약분산식으로 차량 상부에 캐리어제 72EE200형 에어컨 2기가 장착되어 있으며, 냉방 용량은 시간당 40,000 kcal이다.
객실 출입문의 구동음 기존의 공압식을 대신하여, 대한민국의 철도 차량으로서는 최초로 스크류 모터 방식을 채택했다.

#### 실내
객실 좌석은 모두 롱시트로, 한 측면에 3+6+6+6+3인석이 마련되어 있다. 3호차와 6호차의 차량 끝엔 3인석을 설치하던 대신 대한민국 최초로 제작시부터 휠체어 공간을 확보했다. 좌석은 벽에만 고정되어 바닥과의 사이는 비어 있다. 객실 안내기엔 제작 당시 8색 PDP 패널을 사용하던 안내기가 차량당 2기 사용되기도 했으나, 내장재 개조 이후 LCD를 사용하던 것으로 바뀌었다.
2005년엔 모든 차량의 내장재가 SLS중공업에 의해 불연재로 바뀌었다. 이와 동시에 객실 좌석 위 선반 철거 등의 변경이 함께 이루어졌다.
2009년에 101~104, 119~122, 124~125편성은 각 선두차 운전실쪽의 6인석이 철거되고, 그 자리에 자전거 거치대가 설치되기도 했다.

#### 주변환장치 교체 현황
- 2014년 11월: 101~102
- 2017년 10월: 103~105
- 2018년 12월: 112~115
- 2019년 7월: 116, 121
- 2020년 8월: 106~109
- 2021년 7월: 110~111
- 2021년 12월: 118~120
- 2022년 9월: 122~124
- 2022년 11월: 117, 125

#### 편성
8량 1편성으로 도입되어 현재까지 도입 당시의 조성대로 운행되고 있다. 동력차와 부수차 각 1량씩을 추가하여 10량 편성으로 운용이 가능하고 운용 노선의 각 시설도 이에 대응되어 있으나, 현재 구체적인 증결 계획 및 시점은 정해지지 않았다. 기술적으로는 2M 2T의 4량 편성이 가능하다.
|               | ◇◇              | ◇◇              |                 |                 | ◇◇              | ◇◇              |                   |  |
| 10XX          | 19XX            | 18XX            | 15XX            | 14XX            | 13XX            | 12XX            | 11XX              |  |
| Tc            | M'              | M'              | T               | T               | M'              | M'              | Tc                |  |
| ←검단호수공원 | ※XX는 편성 번호 | ※XX는 편성 번호 | ※XX는 편성 번호 | ※XX는 편성 번호 | ※XX는 편성 번호 | ※XX는 편성 번호 | 송도달빛축제공원→ |  |

| 차량번호 | 주요 전장품                        |
| -------- | ---------------------------------- |
| 10XX     | Tc(SIV, 공기압축기, 축전지)        |
| 19XX     | M(집전장치, 주변압기, 주변환장치)  |
| 18XX     | M(집전장치, 주변압기, 주변환장치)  |
| 15XX     | T(무동력객차)                      |
| 14XX     | T(연장급전 접촉기)                 |
| 13XX     | M'(집전장치, 주변압기, 주변환장치) |
| 12XX     | M'(집전장치, 주변압기, 주변환장치) |
| 11XX     | Tc(SIV, 공기압축기, 축전지)        |

#### 반입
대우중공업 의왕공장에서 출고된 차량을 철도청(현.한국철도공사) 소속 기관차가 부곡역(현.의왕역)에서 경부선과 경인선을 경유하여 동암역까지 견인하여 운송하고, 동암역에서 대기하고 있던 인천광역시 지하철공사(현.인천교통공사) 소속 입환기관차가 동암역에서 인천시청역까지 이어진 반입용 선로를 통해 차량을 인천 도시철도 1호선의 선로로 반입한 후, 기관차의 연결 방향을 바꾸어 다시 귤현차량기지까지 견인한 방식으로 이루어졌다.

### 2차분 (2007년11월~2008년3월)
- 귤현차량사업소 소속: 126~134편성
- 제작사: 현대로템
- 제어방식: VVVF-IGBT(현대로템 IPM)

#### 차량도입가격
편성당 8량 (81억 원) 기준이다.대우중공업에서 만들어졌다.

#### 외관
한국철도공사 311000호대 · 312000호대 전동차 중 31166~31203편성의 전면부에 기초해 제작했기 때문에 모양이 흡사하다.

#### 전장품
추진제어장치는 미쓰비시 전기의 소자에 기반하여 현대로템이 제조한 VVVF-IGBT이 사용된다. 추진제어장치와 구동음이 서울교통공사 2000호대 VVVF 전동차 1~2차분, 서울교통공사 3000호대 VVVF 전동차 1차분, 서울시메트로9호선 9000호대 전동차, 신분당선 D000호대 전동차와 동일한 구동음이다.

#### 실내

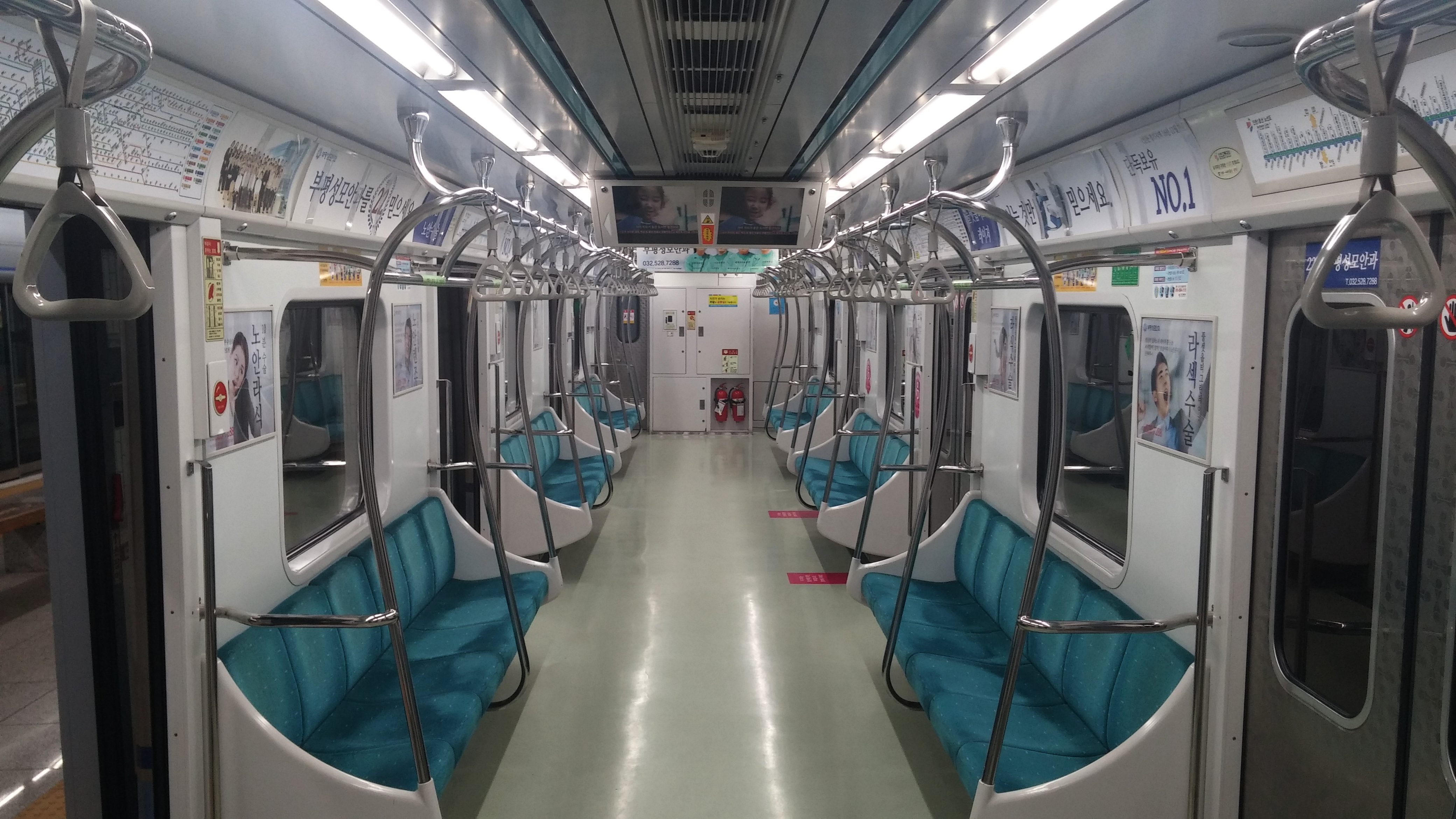
1127호 차량 실내 1

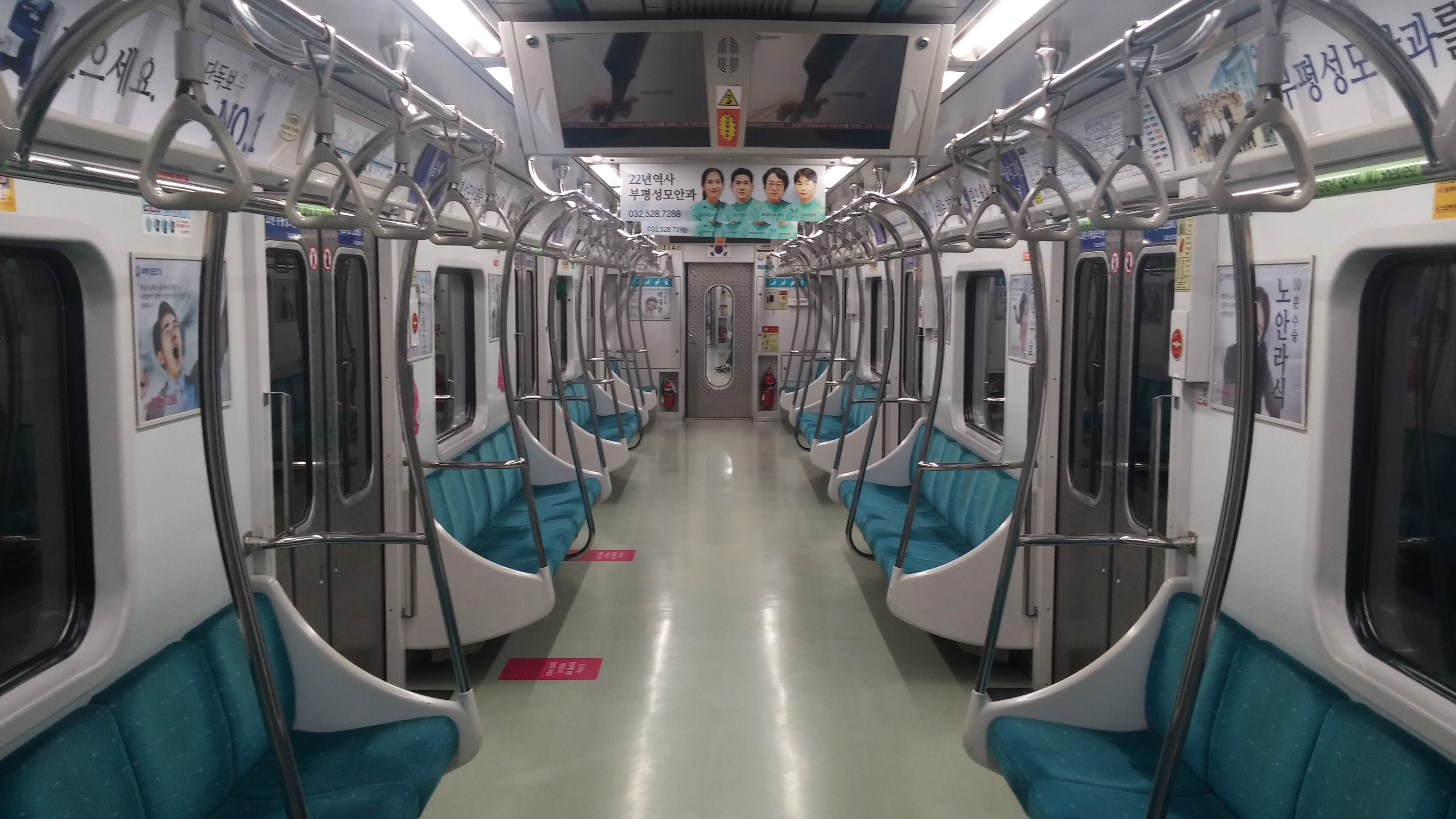
1127호 차량 실내 2

차량당 총 4곳(1곳당 4개 디스플레이 설치) LED TV가 설치됐다. 2022년 9월 28일에 추가로 객실 끝 부분 천장은 CCTV 카메라가 차량당 2기 설치되어 있다. 객실 유리창 중 한 측면당 1곳에 설치되었다. 차량당 총 2곳엔 비상시 유리를 파괴하여 탈출구를 확보하기 위한 비상탈출장치가 설치되어 있기도 하다.

#### 편성
|               |                 | ◇◇              |                 |                 |                 | ◇◇              |                   |
| 10XX          | 19XX            | 18XX            | 15XX            | 14XX            | 13XX            | 12XX            | 11XX              |
| Tc            | M               | M'              | T               | T               | M               | M'              | Tc                |
| ←검단호수공원 | ※XX는 편성 번호 | ※XX는 편성 번호 | ※XX는 편성 번호 | ※XX는 편성 번호 | ※XX는 편성 번호 | ※XX는 편성 번호 | 송도달빛축제공원→ |

| 차량번호 | 주요 전장품                          |
| -------- | ------------------------------------ |
| 10XX     | Tc¹(SIV, 공기압축기, 축전지)         |
| 19XX     | M(주변환장치)                        |
| 18XX     | M'(팬터그래프, 주변압기, 주변환장치) |
| 15XX     | T(무동력객차)                        |
| 14XX     | T(무동력객차)                        |
| 13XX     | M(주변환장치)                        |
| 12XX     | M'(팬터그래프, 주변압기, 주변환장치) |
| 11XX     | Tc²(SIV, 공기압축기, 축전지)         |

### 3차분 (2025년8월)
- 귤현차량사업소 소속: 135편성
- 제작사: 다원시스
- 제어방식: VVVF-IGBT(미정)

2025년 8월 인천 도시철도 1호선 검단신도시 연장 개통과 함께 영업에 투입될 예정이다.  8량 1개 편성이 도입될 예정이며, 일본 히타치 제작소와 기술 제휴로 다원시스에서 제작된 IGBT 인버터가 탑재되었다.

차량가격은 1편성  8량 기준 (122억 1200만원)  1량당 (15억 2650만원) 이다.

## 배속
- 101~134편성: 귤현차량사업소, 8량

## 현재 운행구간
- ● 인천 도시철도 1호선: 검단호수공원 - 송도달빛축제공원

## 현황
현재 운행 중인 차량은 굵은 글씨로 표시했다.

### 1~3차분
| 차호     | 도입 시기   | 운행 중단 시기 | 비고 |
| -------- | ----------- | -------------- | --- |
| 101 편성 | 1998년      | 운행 중        | 추진제어장치가 히타치 기반 우진산전 IGBT에서 서울 지하철 5호선 3차분, 서울 지하철 2호선 4차분의 미쓰비시 기반 현대로템 IPM으로 교체되었다. |
| 102 편성 | 1998년      | 운행 중        | 추진제어장치가 히타치 기반 우진산전 IGBT에서 서울 지하철 5호선 3차분, 서울 지하철 2호선 4차분의 미쓰비시 기반 현대로템 IPM으로 교체되었다. |
| 103 편성 | 1998년      | 운행 중        | 추진제어장치가 히타치 기반 우진산전 IGBT에서 서울 지하철 5호선 3차분, 서울 지하철 2호선 4차분의 미쓰비시 기반 현대로템 IPM으로 교체되었다. |
| 104 편성 | 1999년      | 운행 중        | 추진제어장치가 히타치 기반 우진산전 IGBT에서 서울 지하철 5호선 3차분, 서울 지하철 2호선 4차분의 미쓰비시 기반 현대로템 IPM으로 교체되었다. |
| 105 편성 | 1999년      | 운행 중        | 추진제어장치가 히타치 기반 우진산전 IGBT에서 서울 지하철 5호선 3차분, 서울 지하철 2호선 4차분의 미쓰비시 기반 현대로템 IPM으로 교체되었다. |
| 106 편성 | 1999년      | 운행 중        | 추진제어장치가 히타치 기반 우진산전 IGBT에서 서울 지하철 5호선 3차분, 서울 지하철 2호선 4차분의 미쓰비시 기반 현대로템 IPM으로 교체되었다. |
| 107 편성 | 1999년      | 운행 중        | 추진제어장치가 히타치 기반 우진산전 IGBT에서 서울 지하철 5호선 3차분, 서울 지하철 2호선 4차분의 미쓰비시 기반 현대로템 IPM으로 교체되었다. |
| 108 편성 | 1999년      | 운행 중        | 추진제어장치가 히타치 기반 우진산전 IGBT에서 서울 지하철 5호선 3차분, 서울 지하철 2호선 4차분의 미쓰비시 기반 현대로템 IPM으로 교체되었다. |
| 109 편성 | 1999년      | 운행 중        | 추진제어장치가 히타치 기반 우진산전 IGBT에서 서울 지하철 5호선 3차분, 서울 지하철 2호선 4차분의 미쓰비시 기반 현대로템 IPM으로 교체되었다. |
| 110 편성 | 1999년      | 운행 중        | 추진제어장치가 알스톰 IGBT에서 도시바 기반 우진산전 IGBT로 교체되었다.                                                                     |
| 111 편성 | 1999년      | 운행 중        | 추진제어장치가 알스톰 IGBT에서 히타치 기반 우진산전 IGBT로 바뀌었다.                                                                       |
| 112 편성 | 1999년      | 운행 중        | 추진제어장치가 알스톰 IGBT에서 히타치 기반 우진산전 IGBT로 바뀌었다.                                                                       |
| 113 편성 | 1999년      | 운행 중        | 추진제어장치가 알스톰 IGBT에서 히타치 기반 우진산전 IGBT로 바뀌었다.                                                                       |
| 114 편성 | 1999년      | 운행 중        | 추진제어장치가 알스톰 IGBT에서 히타치 기반 우진산전 IGBT로 바뀌었다.                                                                       |
| 115 편성 | 1999년      | 운행 중        | 추진제어장치가 알스톰 IGBT에서 히타치 기반 우진산전 IGBT로 바뀌었다.                                                                       |
| 116 편성 | 1999년      | 운행 중        | 추진제어장치가 알스톰 IGBT에서 히타치 기반 우진산전 IGBT로 바뀌었다.                                                                       |
| 117 편성 | 1999년      | 운행 중        | 추진제어장치가 알스톰 IGBT에서 히타치 기반 우진산전 IGBT로 바뀌었다.                                                                       |
| 118 편성 | 1999년      | 운행 중        | 추진제어장치가 알스톰 IGBT에서 히타치 기반 우진산전 IGBT로 바뀌었다.                                                                       |
| 119 편성 | 1999년      | 운행 중        | 추진제어장치가 알스톰 IGBT에서 히타치 기반 우진산전 IGBT로 바뀌었다.                                                                       |
| 120 편성 | 1999년      | 운행 중        | 추진제어장치가 알스톰 IGBT에서 히타치 기반 우진산전 IGBT로 바뀌었다.                                                                       |
| 121 편성 | 1999년      | 운행 중        | 추진제어장치가 알스톰 IGBT에서 히타치 기반 우진산전 IGBT로 바뀌었다.                                                                       |
| 122 편성 | 1999년      | 운행 중        | 추진제어장치가 알스톰 IGBT에서 히타치 기반 우진산전 IGBT로 바뀌었다.                                                                       |
| 123 편성 | 1999년      | 운행 중        | 추진제어장치가 알스톰 IGBT에서 히타치 기반 우진산전 IGBT로 바뀌었다.                                                                       |
| 124 편성 | 1999년      | 운행 중        | 추진제어장치가 알스톰 IGBT에서 히타치 기반 우진산전 IGBT로 바뀌었다.                                                                       |
| 125 편성 | 1999년      | 운행 중        | 추진제어장치가 알스톰 IGBT에서 히타치 기반 우진산전 IGBT로 바뀌었다.                                                                       |
| 126 편성 | 2007년      | 운행 중        | |
| 127 편성 | 2008년      | 운행 중        | 전조등이 할로겐에서 LED로 교체되었다. |
| 128 편성 | 2008년      | 운행 중        | 전조등이 할로겐에서 LED로 교체되었다. |
| 129 편성 | 2008년      | 운행 중        | 전조등이 할로겐에서 LED로 교체되었다. |
| 130 편성 | 2008년      | 운행 중        | 전조등이 할로겐에서 LED로 교체되었다. |
| 131 편성 | 2008년      | 운행 중        | 전조등이 할로겐에서 LED로 교체되었다. |
| 132 편성 | 2008년      | 운행 중        | 전조등이 할로겐에서 LED로 교체되었다. |
| 133 편성 | 2008년      | 운행 중        | 전조등이 할로겐에서 LED로 교체되었다. |
| 134 편성 | 2008년      | 운행 중        | 전조등이 할로겐에서 LED로 교체되었다. |
| 135 편성 | 2025년 예정 | 제작 예정      | |

## 사진

130편성 (2차분)
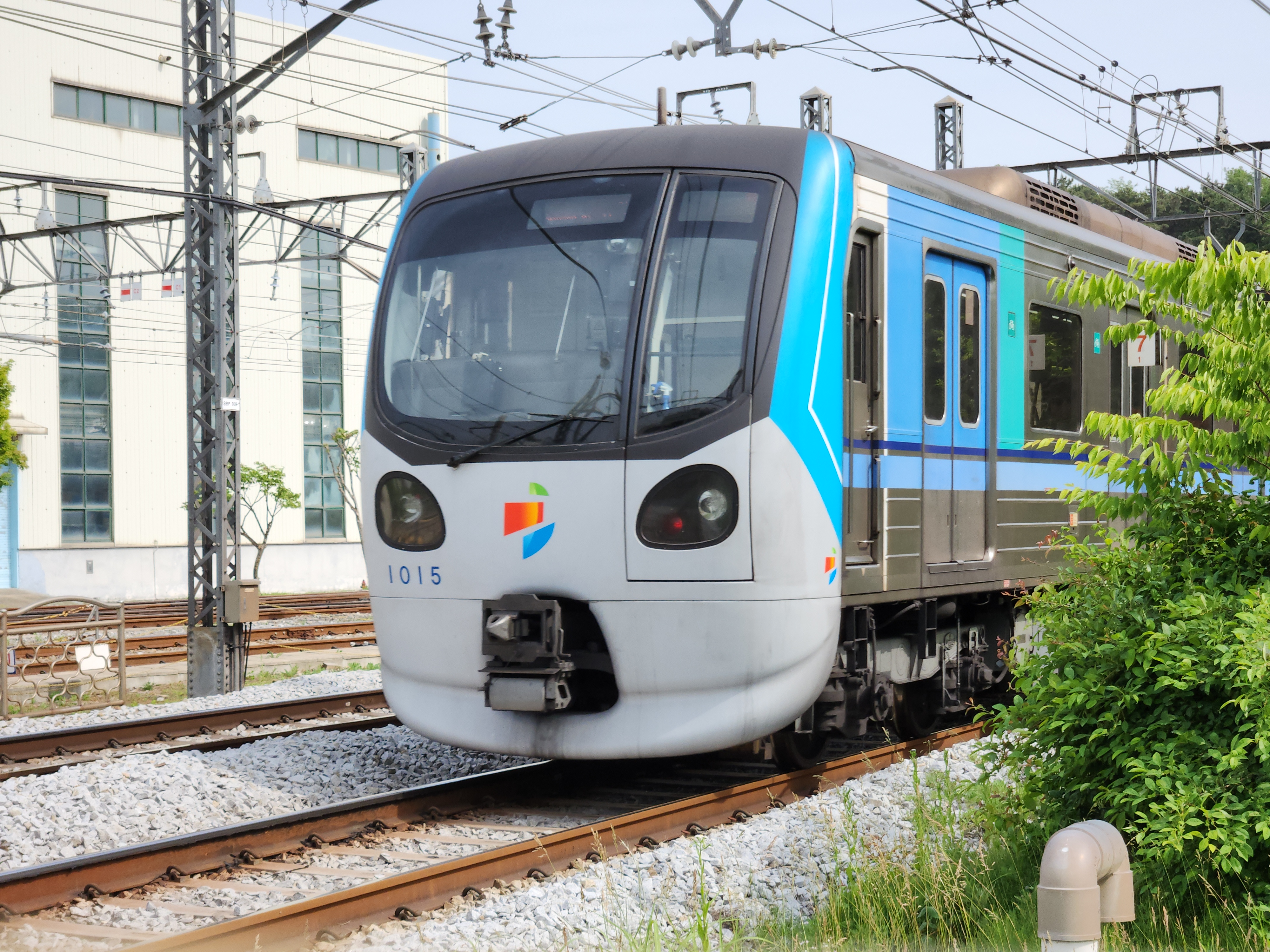
115편성 (1차분)
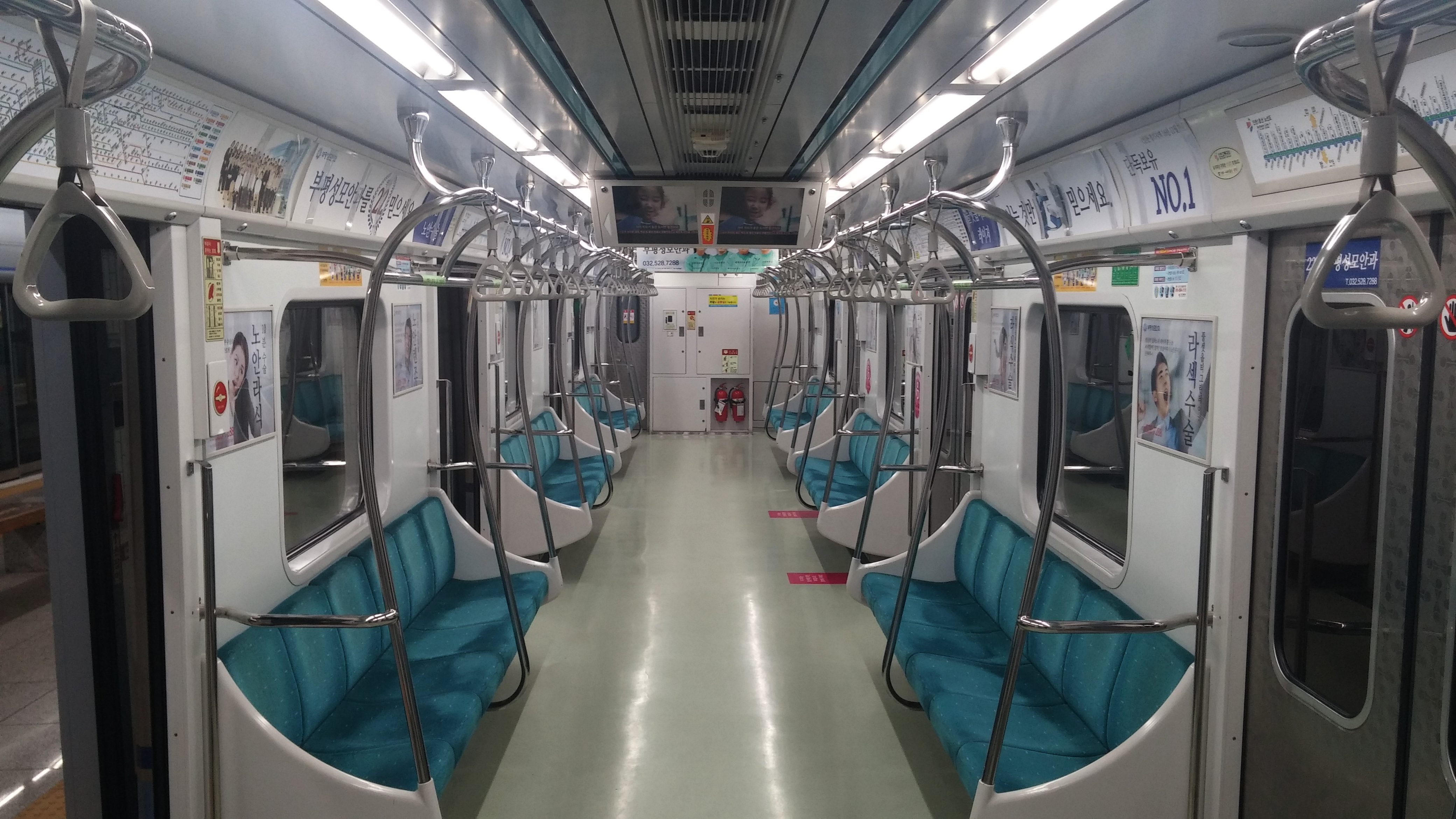
1127호 차량 실내 1 (2차분)
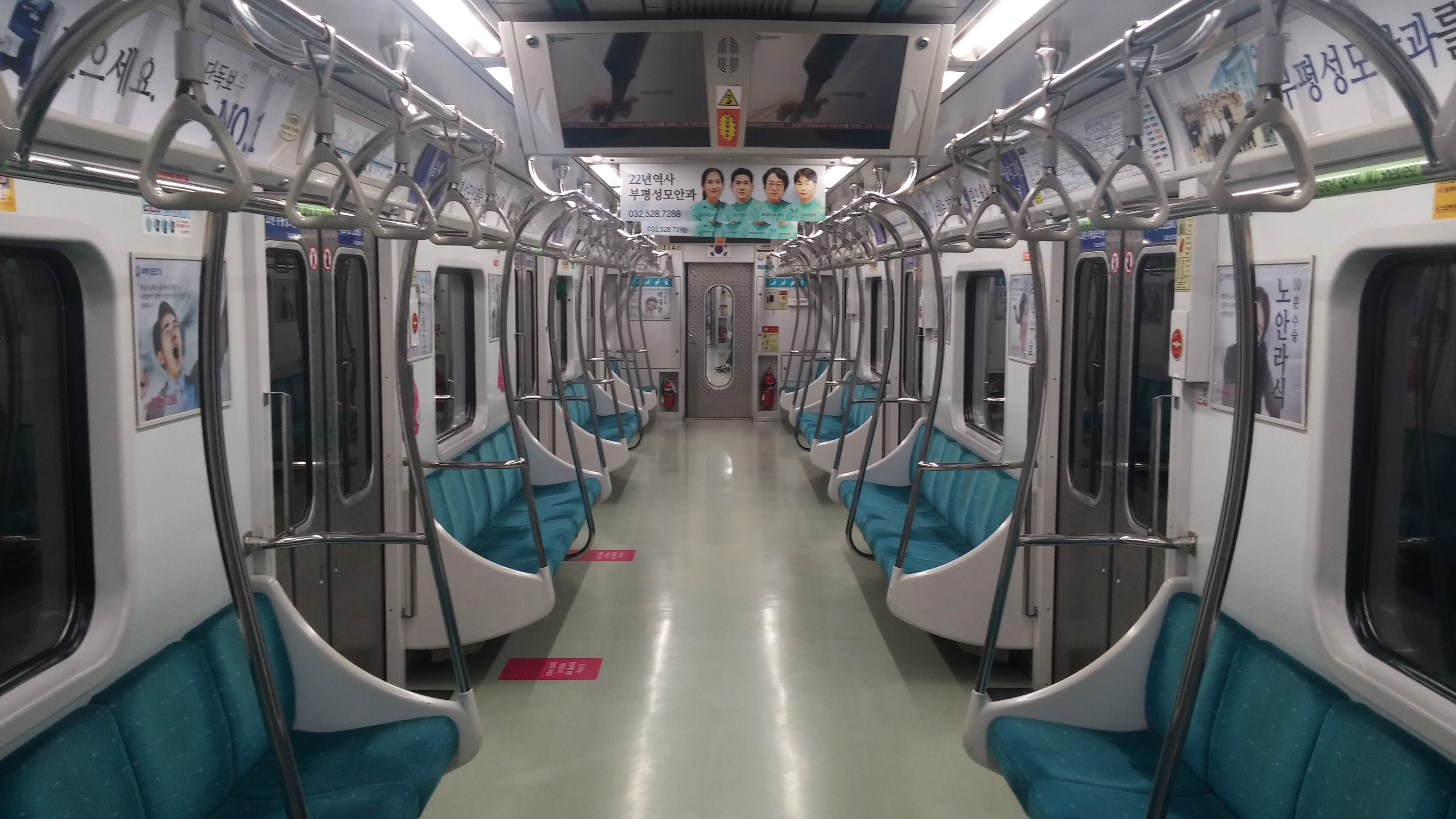
1127호 차량 실내 2 (2차분)

## 같이 보기
- 인천교통공사
- 인천 지하철 1호선
- 인천교통공사 2000호대 전동차